# Calpan
Calpan è una municipalità dello stato di Puebla, nel Messico centrale, il cui capoluogo è la località di San Andrés Calpan.
Conta 13.730 abitanti (2010) e ha una estensione di 66,88 km². 	 	
Il significato del nome della località in lingua nahuatl è luogo vi sono molte case.